# Jackass: Кретените
„Jackass: Кретените“ (en) е американски реалити комедиен филм от 2002 г. на режисьора Джеф Тримейн. Това е продължение на телевизионното предаване по MTV – „Jackass“, който завърши излъчването си. Продуциран е от Lynch Siderow Productions и Dickhouse Productions. Филмът включва най-повече от актьорския състав на поредицата – Джони Ноксвил, Бам Марджера, Райън Дън, Стийв-О, Крис Понтиус, Джейсън Акуня, Престън Лейси, Дейв Инглънд и Ерхен МакГехей. MTV Films и Paramount Pictures пуснаха филма по кината на 25 октомври 2002 г. Последван е от продълженията на филмовата поредица „Jackass: Кретените“ – „Jackass: Кретените 2“ (2006), „Jackass: Кретените 3D“ (2010) и  „Jackass: Кретените завинаги“ (2022).